# Toshiba Libretto

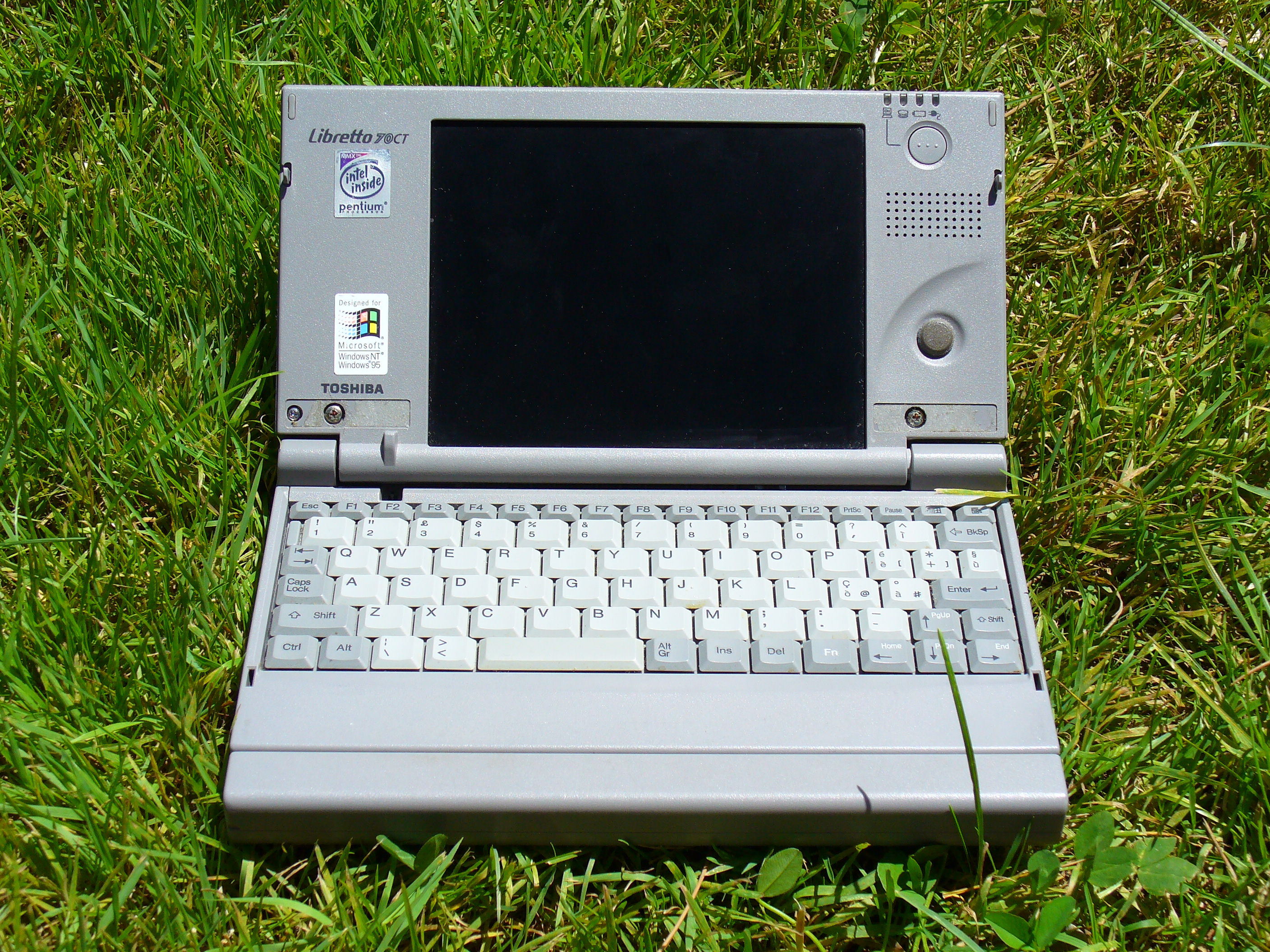
Libretto 70

"Libretto" era una línea de ordenadores subnotebook diseñados y fabricados por Toshiba. La línea se distinguió por su combinación de funcionalidad y pequeño tamaño, coprimiendo un PC completo con Windows en un dispositivo del tamaño de un libro de bolsillo. El primer modelo de Libretto, el Libretto 20 , fue lanzado el 17 de abril de 1996 (solo en Japón), con un volumen de 821 cm³ (50.1 pies cúbicos) y un peso de solo 840 gramos (30 oz), lo que lo convierte en el PC con Windows disponible comercialmente más pequeño del mundo en ese momento, y una tendencia que Libretto Range continuó durante muchos años.
La línea Libretto original se suspendió en Europa y los EE. UU. En 1999, pero la producción continuó en Japón con las series SS, FF y L hasta 2002. La primera serie L de Libretto (The L1) se lanzó el 18 de mayo de 2001 (en Japón solamente) y la última serie (L5) solo 11 meses después, el 24 de abril de 2002. La producción de todos los Librettos cesó en 2002 hasta el lanzamiento del Libretto U100 en 2005.
Pasaron otros cinco años antes de que el Libretto volviera nuevamente en 2010 con el modelo W100 de doble pantalla táctil de edición limitada..

## Modelos
Ha habido muchos modelos diferentes. Los primeros modelos de Libretto, el L20 y L30 usaban procesadores 486 de Advanced Micro Devices (AMD) y solo estaban disponibles en Japón (aunque el L30 también se montaba y comercializaba en Corea del Sur bajo la marca Comos). A partir del Libretto 50 , Toshiba usó los procesadores Intel Pentium y Pentium MMX posteriores. Con la presentación de la serie L en 2001, se realizó una transición al procesador Transmeta Crusoe. El U100 de 2005 vio un regreso a Intel con el uso del procesador Pentium M.
Había disponibles los modelos siguientes :
| Modelo            | Especificaciones | Dimensiones (mm) | Masa (g) |
| ----------------- | --- | ---------------- | -------- |
| Libretto 20       | AMD 486 DX4 75 MHz, 8 RAM de MB (20 MB max.), 270 MB disco duro, pantalla TFT: 6.1" | 210×115×34       | 840      |
| Libretto 30       | AMD 586 DX4 100 MHz, 8 RAM de MB (20 MB max.), 500 MB disco duro, pantalla TFT: 6.1" | 210×115×34       | " "      |
| Libretto 50       | Intel Pentium 75 MHz, 16 RAM de MB (32 MB max.), 810 MB disco duro, pantalla TFT: 6.1" | 210×115×34       | 850      |
| Libretto 50M      | Especificación como Libretto 50 + 6.1" TFT tacto-exhibición de pantalla especialmente construida para el Meiji compañía de seguros de Vida en Japón. Alrededor 40,000 unidades                | n/Un             |          |
| Libretto 60       | Intel Pentium 100 MHz, 16 RAM de MB (32 MB max.), 810 MB disco duro, pantalla TFT: 6.1" | 210×115×34       | 850      |
| Libretto D2       | Un rebadged L60, también sabido como el M2 (Paquete Móvil2) liberó por NTT DoCoMo con PCMCIA Tarjeta de Módem para uso con el DoCoMo CDMA Red (vendido sólo en Japón)                         | 210×115×34       | " "      |
| Libretto 70       | Intel Pentium 120 MHz MMX, 16 RAM de MB (32 MB max.), 1.6 GB disco duro, pantalla TFT: 6.1"                                                                                                   | 210×115×34       | " "      |
| Libretto 100      | Intel Pentium 166 MHz MMX, 32 RAM de MB (64 MB max.), 2.1 GB disco duro, pantalla TFT: 7.1"                                                                                                   | 210×132×35       | 950      |
| Libretto SS1000   | Intel Pentium 166 MHz MMX, 32 RAM de MB (96 MB max.), 2.1 GB (6.5 mm alto ) HDD, 6.1" | 215×125×24.5     | 820      |
| Libretto SS1010   | Intel Pentium 233 MHz MMX, 64 RAM de MB (96 MB max. Tiene 32 RAM de MB a bordo.), 2.1 GB (6.5 mm alto) HDD, 6.1" TFT . (vendido sólo en Japón)                                                | 215×125×24.5     | " "      |
| Libretto M3       | Intel Pentium 133 MHz MMX, 32 RAM de MB (96 MB max.), 2.1 GB disco duro, pantalla TFT: 6.1" . (vendido sólo en Japón por NTT DoCoMo)                                                          | 210×115×34       | 850      |
| Libretto 110      | Intel Pentium 233 MHz MMX, 32 RAM de MB (64 MB max.), 4.3 GB disco duro, pantalla TFT: 7.1"                                                                                                   | 210×132×35       | 950      |
| Libretto ff 1050  | Intel Pentium 233 MHz MMX, 32 RAM de MB (96 MB max.), 3.2 GB disco duro, pantalla STN : 6" . Opcional mando multimedia (vendido sólo en Japón)                                                | 221×132×29.8     | 900      |
| Libretto ff 1100  | Intel Pentium 266 MHz MMX, 64 RAM de MB (ASÍ QUE-DIMM ampliable a 128 MB), 3.2 GB disco duro, pantalla TFT: 7.1" , con cámara digital & controlador remoto multimedia (vendido sólo en Japón) | 221×132×29.8     | 980      |
| Libretto ff 1100v | Cuando por ff1100 pero con 6.4 GB disco duro (vendido sólo en Japón) | 221×132×29.8     | " "      |

En 2001, Toshiba lanzó la serie L de Librettos. Este fue el primer gran cambio de huella desde que el rango se introdujo por primera vez y representó una mejora significativa en el rendimiento en comparación con los modelos anteriores, sin embargo, también representó un aumento significativo en el tamaño total. La serie L había movido el rango de Libretto de lo que era un UMPC, al de un Netbook en ciernes.
El L1 tenía USB incorporado y FireWire IEEE1394. El L2 dejó caer el IEEE1394 a favor de un puerto Ethernet. El L5 estaba opcionalmente disponible con WiFi 802.11b incorporado. Todos los modelos presentaban una pantalla panorámica con una resolución inusual de 1280 × 600 píxeles .
Al igual que la mayoría de los modelos de Librettos producidos, la serie L no estaba disponible oficialmente fuera de Japón.
| Modelo            | Especificaciones                                                                           | Dimensiones (mm) | Masa (g) |
| ----------------- | ------------------------------------------------------------------------------------------ | ---------------- | -------- |
| Libretto L1       | Transmeta Crusoe 600 MHz, 128 RAM de MB (368 MB max.), 10 GB disco duro, pantalla TFT: 10" | 268×167.2×20.5   | 1100     |
| Libretto L2       | Transmeta Crusoe 600 MHz, 128 RAM de MB (368 MB max.), 10 GB disco duro, pantalla TFT: 10" | 268×167.2×20.5   | " "      |
| Libretto L3       | Transmeta Crusoe 600 MHz, 128 RAM de MB (368 MB max.), 20 GB disco duro, pantalla TFT: 10" | 268×167.2×20.5   | " "      |
| L3 Adidas Edición | Cuando por L3 pero Blanco con Adidas marca y emparejando Adidas Softcase                   | 268×167.2×20.5   | " "      |
| Libretto L5       | Transmeta Crusoe 800 MHz, 256 RAM de MB (512 MB max.), 20 GB disco duro, pantalla TFT: 10" | 268×167.2×20.5   | " "      |

En 2005, Toshiba anunció un modelo nuevo, el Libretto U100:
| Modelo             | Especificaciones | Dimensiones (mm) | Masa (g) |
| ------------------ | --- | ---------------- | -------- |
| Libretto U100      | Intel Pentium M 753 @ 1.2 GHz, 512 RAM de MB (1 GB max.), 60 GB HDD (1.8en IDE / ATA 1.8" ZIF, la mayoría de paseo común en esta máquina es el MK6006GAH), 7.2 en TFT matriz activa LCD exhibición | 210×165×29.8     | 980      |
| Libretto U105      | Cuando por U100 con diferentes opciones | 210×165×29.8     | 980      |
| Libretto U100-S213 | Versión de mercado de los EE. UU..para el U100. | 210×165×29.8     | 980      |

Todo tres del encima era esencialmente la misma máquina pero con opciones diferentes. El U100 era disponible en Europa en estas variantes:
- 30 GB HDD (con Win XP Home)
- 60 GB HDD (con XP Pro), ambas versiones incluido DVD
- En Japón la velocidad de reloj era sólo 1.1 GHz
- En algunos mercados el lector de DVD era un accesorio opcional

En 2010, Toshiba anunció una nueva tableta  Libretto modelo, el W100:
| Modelo        | Especificaciones | Dimensiones (mm) | Masa (g)                       |
| ------------- | --- | ---------------- | ------------------------------ |
| Libretto W100 | Intel Pentium U5400 1.2 GHz, 2 GB DDR3 RAM (2 GB max.), 62 GB SSD, dos 7-pulgada multi-tocar TFT exhibiciones con Windows 7 Prima de Casa | 202x123x30.7     | 819 (con batería de 8 células) |

El W100 fue lanzado en agosto de 2010, como un modelo de edición limitada y solo estuvo disponible por un corto tiempo. Estaba disponible en versiones en inglés y japonés.No hay un puerto VGA en el W100, el teclado es virtual (estándar, dividido o numérico de 10 teclas). La pantalla se puede ver en modo retrato o paisaje, aunque retrato está limitado a una dirección de cambio. La caja tiene tapa de metal.